# 劍吻鯊
劍吻鯊（學名：Scapanorhynchus）是一種未確定滅絕的鯊魚，生活於白堊紀時代。牠們的外觀與現存的歐氏尖吻鮫非常相似，故有學者將歐氏尖吻鮫重新分類在劍吻鯊屬中。但是，大部份的鯊魚專家均認為牠們有足夠的分別來成立另一屬。
劍吻鯊有一扁長的吻，鋒利及錐狀的牙齒，非常適合來捕捉魚類或撕開獵物。

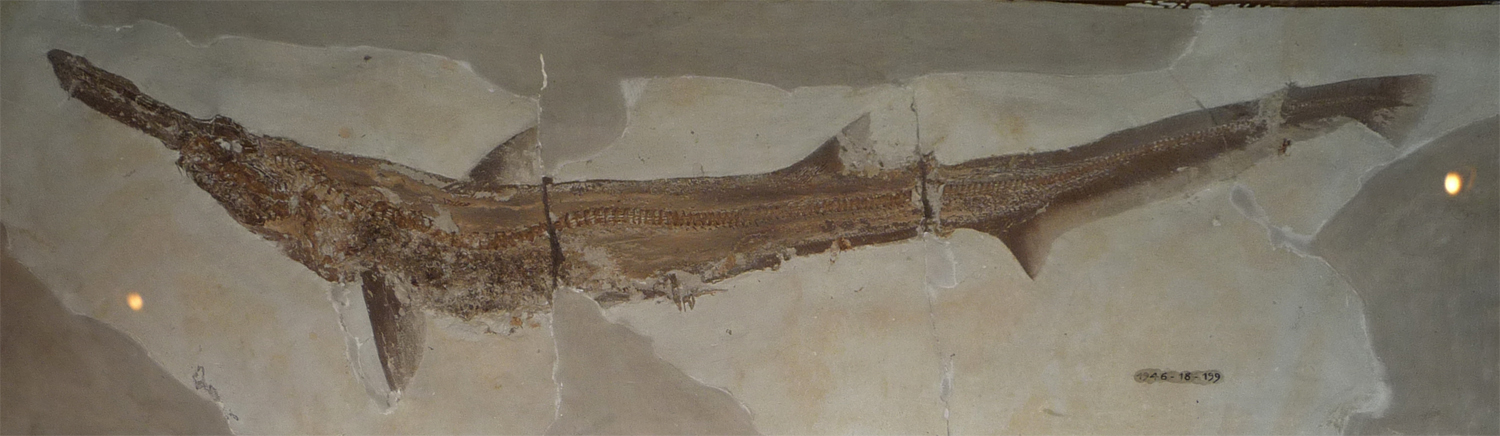
劍吻鯊的完整全身化石，來自黎巴嫩薩赫勒阿爾瑪

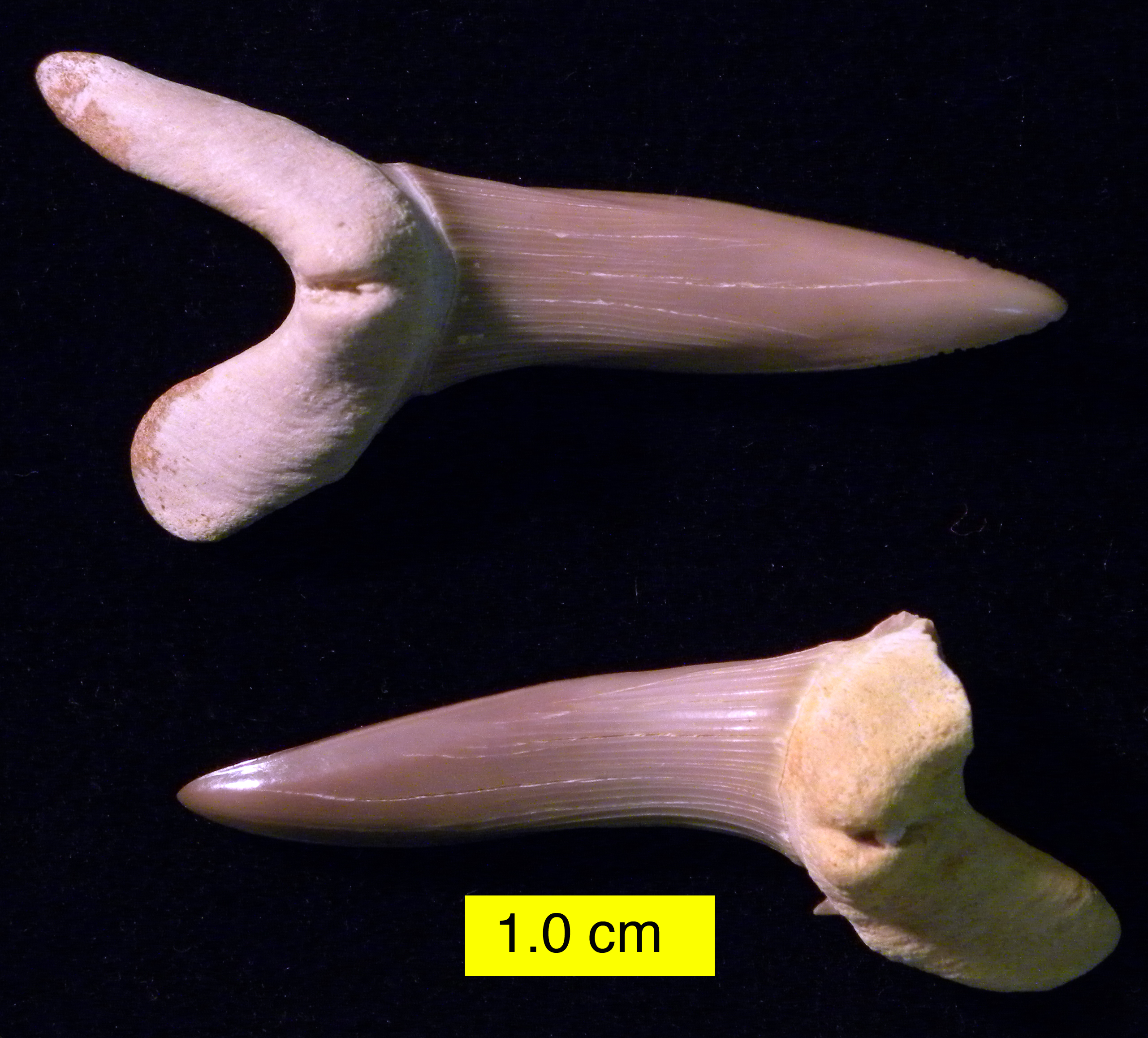
Scapanorhynchus texanus